# La Independencia (Escuintla)
La Independencia es una localidad del estado mexicano de Chiapas. Es parte del municipio de Escuintla.

## Demografía
| Gráfica de evolución demográfica |
|                                  |

| Censo | Población |
| ----- | --------- |
| 1910  | 202       |
| 1921  | 11        |
| 1930  | 140       |
| 1940  | 160       |
| 1950  | 168       |
| 1960  | 308       |
| 1970  | 422       |
| 1980  | 701       |
| 1990  | 902       |
| 2000  | 955       |
| 2010  | 957       |
| 2020  | 1 019     |